# Wyer Island
Wyer Island, auch Wyer Islet, von den Einheimischen Waier genannt, ist eine australische Insel im Osten des Archipels der Torres-Strait-Inseln. Sie gehört zur Gruppe der Murray-Inseln und liegt 2 Kilometer südlich von deren Hauptinsel Murray Island (Mer) entfernt.
Das unbewohnte Wyer Island ist vulkanischen Ursprungs. Die markante Inselform erinnert an ein Hufeisen. Wyer ragt etwa 38 Meter aus dem 2 km² großen Korallenriff, das sie sich mit dem 500 m nordwestlich gelegenen Dowar Island teilt, hervor.
Verwaltungstechnisch gehört die Insel zu den Eastern Islands, der östlichsten Inselregion im Verwaltungsbezirk Torres Shire von Queensland.